# Lescure-Jaoul
 Lescure-Jaoul  (en occitano L'Escura) es una población y comuna francesa, situada en la región de Mediodía-Pirineos, departamento de Aveyron, en el distrito de Rodez y cantón de Salvetat-Peyralès.

## Demografía
| 508 | 490 | 435 | 378 | 319 | 268 |
| Para los censos de 1962 a 1999 la población legal corresponde a la población sin duplicidades (Fuente: INSEE [Consultar]) |     |     |     |     |     |